# Elecciones provinciales de Santiago del Estero de 1949
Las elecciones generales de la provincia de Santiago del Estero de 1949 tuvieron lugar el domingo 10 de abril del mencionado año, con el objetivo de normalizar la situación política de la provincia tras la intervención federal decretada por el gobierno de Juan Domingo Perón el 31 de enero de 1948 contra el gobierno de Aristóbulo Mittelbach. Fueron las octavas elecciones provinciales santigueñas desde la instauración del voto secreto, y las últimas en las que votaron solamente los hombres. Se debía elegir al Gobernador por simple pluralidad de sufragios, y a los 26 escaños de la Legislatura Provincial mediante un sistema de lista incompleta, con 18 de los 26 escaños para la lista más votada.
El candidato del oficialista Partido Peronista (PP), Carlos Juárez, obtuvo una aplastante victoria con el 65.51% de los votos contra el 32.32% de Hugo Catella, de la Unión Cívica Radical (UCR). El peronismo conservó además la mayoría en la legislatura. La participación electoral fue sumamente baja con un 52.10% del electorado registrado emitiendo sufragio, un decrecimiento de veinte puntos con respecto a la anterior elección gubernativa, y de cuatro con respecto a la elección a la Convención Constituyente de diciembre de 1948. Esta elección inició casi seis décadas de hegemonía política de una expresión del justicialismo denominada juarismo, encabezada por Juárez y sus aliados.

## Resultados

### Gobernador
|  | 65.51 % |

|  | 32.32 % |

|  | 2.17 % |

|  | 96.10 % |

|  | 3.90 % |

|  | 100.00 % |

|  | 52.10 % |

### Legislatura Provincial
|  | 65.76 % |

|  | 31.89 % |

|  | 2.35 % |

|  | 96.04 % |

|  | 3.96 % |

|  | 100.00 % |

|  | 51.68 % |